# Ida Hahn-Hahn
La Condesa Ida von Hahn-Hahn (en alemán: Ida Gräfin von Hahn-Hahn; 22 de junio de 1805 - 12 de enero de 1880) fue una escritora alemana de origen aristocrático.

## Biografía
Ida nació en Tressow, en el ducado de Mecklenburgo-Schwerin. Era hija del conde Karl Friedrich von Hahn (1782-1857), conocido por su desmedido entusiasmo por las producciones teatrales, lo que le llevó a derrochar prácticamente toda la fortuna familiar. En su vejez, siguió empeñado en dirigir una compañía de teatro de provincias, y murió en la pobreza. Karl a su vez era hijo de Friedrich Graf von Hahn (1742-1805), un acaudalado terrateniente que llegó a ser conocido como filósofo y astrónomo.
En 1826, Ida se casó con su adinerado primo, Friedrich Wilhelm Adolph Graf von Hahn, a quien debe su apellido repetido. Con él llevó una vida extremadamente infeliz, y en 1829, incluso antes del nacimiento de su hija Antonie Gräfin von Hahn (1829-1856), que padeció retraso mental, solicitó el divorcio debido a la vida irregular de su marido. La existencia de un segundo niño, hijo de su socio y compañero de viaje, el Barón Adolf Bystram, presuntamente nacido en 1830, y como su hija, puesto al cuidado de asistentes profesionales, no ha podido ser constatada.
Los viajes de la condesa le inspiraron algunos volúmenes de poesía, y en 1838 se inició como novelista con el relato Aus der Gesellschaft, un título que mantuvo en sus novelas subsiguientes, convertidas en una serie. El libro original fue rebautizado como Ilda Schönholm.

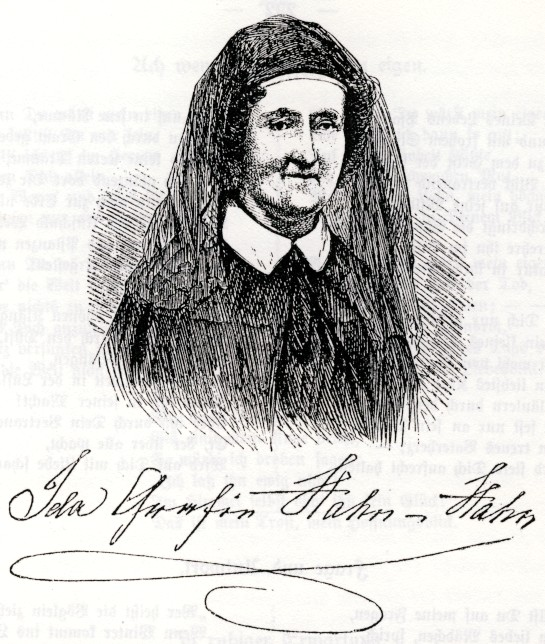
Ida, Condesa von Hahn-Hahn.

Durante varios años, la condesa continuó escribiendo novelas con un cierto parecido subjetivo a las de George Sand, pero menos hostil contra las instituciones sociales, y tratando casi exclusivamente acerca de la sociedad aristocrática. Esta tendencia, a la larga la llevó a ser víctima de un despiadado retrato, en el que la escritora Fanny Lewald la ridiculizaba en una parodia de su estilo titulada Diogena. Roman von Iduna Gräfin H..-H.. (1847). Este hecho, unido a la muerte de Adolf Bystram en 1849 y a las revoluciones de 1848 parece que pudieron inducirla a abrazar la religión católica en 1850. Justificó este paso en un polémico trabajo, titulado Von Babilonia nach Jerusalem (1851), que suscitó la enérgica respuesta de Heinrich Abeken y de otros pensadores.
En noviembre de 1852 se retiró al Convento du Bon-Pasteur en Angers, Francia, que abandonó en febrero de 1853, estableciendo su residencia en Maguncia. Allí fundó el convento Vom Guten Hirten  junto a la iglesia de San Esteban en Mainz con el apoyo de obispo Ketteler, en el que vivió desde 1854 hasta su muerte. Trabajó para remediar la marginación de las mujeres en la religión católica, pero nunca se ordenó, y continuó con sus trabajos literarios, produciendo Bilder aus der Geschichte der Kirche (3 vols., 1856–64), Peregrina (1864) y Eudoxia (1868).

## Escritos
Durante muchos años, sus novelas fueron los relatos de ficción más populares en círculos aristocráticos; muchas de sus publicaciones más tardías, aun así, pasaron inadvertidas como meros manifiestos religiosos. Ulrich y Gräfin Faustine, ambos publicados en 1841, marcan la culminación de su popularidad; aunque Sigismund Forster (1843), Cecil (1844), Sibylle (1846) y Maria Regina (1860) también obtuvieron una considerable difusión.
Los papeles póstumos de Ida Hahn-Hahn incluyen alrededor de 730 piezas autógrafas, constando de alrededor de 520 cartas escritas por ella y más de 180 recibidas, así como manuscritos de libros y de poesía. Desde 2007, son parte del Archivo Literario Fritz Reuter (Fritz Reuter Literaturarchiv) de Hans-Joachim Griephan en Berlín. Los fondos incluyen la correspondencia, de 1844 y 1845, con el Príncipe Hermann von Pückler-Muskau.
Su obra completa, titulada Gesammelte Werke, con una introducción de Otto von Schaching, fue publicada en dos series, con 45 volúmenes en total (Regensburg, 1903–1904).

## Lecturas relacionadas
- Gert Oberembt, Ida Gräfin Hahn-Hahn, Weltschmerz und Ultramontanismus (Bonn, 1980)